# 卞思发
卞思发（1970年4月—），羌族，四川省茂县人，中华人民共和国政治人物。

## 生平
1970年4月，卞思发出生在四川省茂县。1992年5月加入中国共产党。
1992年7月，卞思发陆续在理县杂谷脑镇、中共理县县委组织部工作。1995年8月后，卞思发先后出任共青团理县县委书记，理县薛城镇党委副书记、镇长，县长助理，古尔沟管理局局长。
2002年11月起，卞思发前后出任中共汶川县委常委、县委办公室主任、县总工会主席，中共阿坝州委组织部副部长、州委党建办主任。
2011年9月，卞思发先后出任中共金川县委副书记、副县长、代理县长、县长，县委书记。
2021年11月，卞思发出任阿坝州政协党组成员、秘书长、机关党组书记。

### 落马
2019年12月25日，卞思发违规发放目标绩效管理奖金遭到“党内严重警告”处分。
2024年5月24日，卞思发严重违纪违法接受阿坝州纪委监委纪律审查和监察调查。其前任张海清已经在5月13日落马。